# Zandtmühle
Zandtmühle (fränkisch: Tsandmil) ist ein Gemeindeteil des Marktes Lichtenau im Landkreis Ansbach (Mittelfranken, Bayern). Zandtmühle liegt in der Gemarkung Unterrottmannsdorf.

## Geografie
Die Einöde liegt am Zandtbach. Im Norden befindet sich eine Photovoltaikanlage. Eine Gemeindeverbindungsstraße führt nach Weidenmühle (1 km östlich) bzw. zu einer anderen Gemeindeverbindungsstraße (0,4 km nordwestlich), die nach Zandt (0,4 km südwestlich) bzw. zur Kreisstraße AN 14 führt (0,4 km nordöstlich).

## Geschichte
Der Ort wurde 1473 als „Zantmül“ erstmals urkundlich erwähnt. Der Ortsname bedeutet Zu der Mühle am Zandtbach. Von dieser ursprünglichen Mühle ist nichts mehr erhalten geblieben. Die jetzige Getreidemühle wurde 1860 erbaut. Der Mühlenbetrieb wurde mittlerweile eingestellt.
Gegen Ende des 18. Jahrhunderts gehörte die Zandtmühle zur Realgemeinde Zandt. Sie hatte den Ansbacher Eigenherrn von Förster als Grundherrn. Bei der Vergabe der Hausnummern Anfang des 19. Jahrhunderts bekam das Anwesen die Nr. 1 und 2 des Ortes Zandt.
Im Rahmen des Gemeindeedikts wurde Zandtmühle dem 1808 gebildeten Steuerdistrikt Sachsen und der 1810 gegründeten Ruralgemeinde Sachsen zugeordnet. Mit dem Zweiten Gemeindeedikt (1818) wurde Zandtmühle in die neu gebildete Ruralgemeinde Unterrottmannsdorf umgemeindet. Diese wurde am 1. Januar 1972 im Zuge der Gebietsreform in Bayern in die Gemeinde Lichtenau eingegliedert.

### Einwohnerentwicklung
| Jahr      | 001836 | 001840 | 001861 | 001871 | 001885 | 001900 | 001925 | 001950 | 001961 | 001970 | 001987 |
| Einwohner | 10     | 11     | 7      | 10     | 8      | 6      | 6      | 9      | 5      | 13     | 5      |
| Häuser    | 2      | 1      |        |        | 2      | 2      | 2      | 2      | 1      |        | 1      |
| Quelle    | [ 12 ] | [ 13 ] | [ 14 ] | [ 15 ] | [ 16 ] | [ 17 ] | [ 18 ] | [ 19 ] | [ 20 ] | [ 21 ] | [ 1 ]  |

## Religion
Der Ort ist seit der Reformation evangelisch-lutherisch geprägt und nach St. Alban (Sachsen bei Ansbach) gepfarrt. Die Einwohner römisch-katholischer Konfession sind nach St. Johannes (Lichtenau) gepfarrt.